# میل باراجین
میل باراجین مربوط به سدهٔ ۴ و ۵ ه‍.ق است و در شهرستان قزوین، روستای اقبال واقع شده و این اثر در تاریخ ۲ اسفند ۱۳۷۶ با شمارهٔ ثبت ۱۹۶۱ به‌عنوان یکی از آثار ملی ایران به ثبت رسیده است.